# Noel Fitzpatrick
Martin Noel Galgani Fitzpatrick (Ballyfin (County Laois), 13 december 1967) is een Iers veterinair chirurg en hoogleraar. Hij is vooral bekend van het televisieprogramma The Supervet: Noel Fitzpatrick, dat sinds 2014 wordt uitgezonden op het Britse Channel 4. In Nederland wordt het programma uitgezonden op RTL 5 onder de titel De Dierenkliniek UK. Fitzpatrick is directeur en hoofdchirurg van Fitzpatrick Referrals, dat bestaat uit twee ziekenhuizen gespecialiseerd in orthopedie en neurochirurgie en één ziekenhuis gespecialiseerd in oncologie en chirurgie van weke delen. Tevens is hij universitair hoofddocent aan de Universiteit van Florida, hoogleraar aan de Universiteit van Surrey en directeur van enkele biotechnologiebedrijven die voortkwamen uit zijn praktijk.